# Мика Хекинен
Мика Паули Хекинен (фин. Mika Pauli Häkkinen; Ванта, 28. септембар 1968) је фински возач тркачких аутомобила, двоструки шампион Формуле 1 (1998. и 1999).
Рођен је у Хелсинкију. Као дечак се од своје 5. године такмичио у картингу. 1990. године победио је у Формули 3 што му је обезбедило место у Формули 1 и 1992. је потписао уговор са тимом Лотус. 1993. је прешао у Макларен где је добио улогу тест-возача. Исте године тим је напустио Мајкл Андрети и Хекинен је добио могућност да вози трке заједно са тимским колегом Аиртоном Сеном. У својој првој трци за Макларен успео је да претекне Сену што је изазвало сензацију. Сена је 1994. отишао у Вилијамс и Хекинен је постао први возач. 1995. је доживео тешку несрећу на трци у Аделаиди, Аустралија, после које је једва остао жив. Све до 1997. године није успео да победи и остваривао је осредње резултате. Међутим, следеће две године био је неухватљив, пре свега захваљујући одличним Маклареновим болидима са Мерцедесовим берилијумским моторима и успео је да освоји шампионске титуле. 2000. и 2001. се за титулу борио са Михаелом Шумахером, али је оба пута изгубио. 2002. је објавио да одлази на једногодишњу паузу, али је убрзо објавио да се повлачи из Формуле 1. Тркама се вратио 2004. али овај пут у ДТМ шампионату. Ожењен је и има двоје деце.

## Каријера возача Формуле 1
Хакинен је уочи сезоне 1991. тестирао за Бенетон и био бржи од њиховог тркачког возача Алесандра Нанинија, након чега је добио понуду да постане возач Лотуса, што је Хакинен и прихватио.

### Лотус (1991—1992)
Дебитантска сезона у Лотусу прошла је за Хакинена изузетно тешко. Иако један од четири највећа тима у историји спорта, Лотус није био ни сенка тима који је у својој богатој историји освојио 13 титула у Формули 1 - тим се налазио у великим финансијским проблемима, који су значајно утицали на конкурентност болида, па је Хакинен у својој дебитантској сезони освојио само два бода, петим местом на ВН Сан Марина.
Финансијски проблеми су пратили тим и у 1992, али је Хакинен импресионирао са 11 освојених бодова, потпуно надмашивши свог тимског колегу Џонија Херберта, који је освојио два бода. Два четврта места били су најбољи резултати које је Хакинен остварио, а сјајне вожње препоручиле су га шефу Макларена Рону Денису, који му је понудио уговор за 1993, што је Хакинен прихватио.

### Макларен (1993—2001)
Иницијално, Хакинен је требало да буде тркачки возач Макларена, уз Американца Мајкла Андретија, јер је Аиртон Сена одбио да потпише нови уговор са Маклареном и размишљао о једногодишњој паузи, због чега је Денис тражио алтернативу у Хакинену. Међутим, након што је Сена, тада највећа звезда у Формули 1, накнадно пристао да вози за Макларен и 1993, енглески тим се нашао у ситуацији да има три возача под уговором, након чега је Мајкл Андрети, звезда америчке Индикар серије и син некадашњег шампиона Формуле 1 Марија Андретија добио предност у односу на Хакинена, који се, уместо у улози трчаког возача, нашао у улози резервног и тест возача тима. Међутим, иако је Макларен био стрпљив према Андретију, Американац се није снашао у Формули 1 - његову сезону је обележио низ судара и лоших резултата када је успевао да заврши трку, као и догађај са ВН Шпаније, када га је тимски колега Сена у истом болиду претекао за цео круг. Три трке пре краја, Андрети је отпуштен, а шансу да вози за Макларен уз Сену добио је Хакинен. На својој првој трци за Макларен, ВН Португалије 1993, шокирао је Ф1 свет када је у квалификацијама победио Сену, који се и данас универзално сматра за најбољег возача у квалификацијама свих времена. Дебитантска трка за Макларен ипак није прошла добро - Хакинен је погрешио и ударио у зид док се налазио на трећем месту, због чега је морао да одустане. Већ на следећој трци у Јапану, освојио је свој први подијум у каријери, освојивши треће место. На последњој трци у сезони, ВН Аустралије, Хакинен је одустао након проблема са кочницама.

#### 1994.
Аиртон Сена је 1994. напустио Макларен и прешао у Вилијамс, а сезона је прошла турбулентно и по Макларен и по Хакинена. Макларен је после шест година напустио Сена, а Пежоови мотори које је тим користио у сезони 1994 показали су се неконкурентним. Хакиненова сезона је била променљива - кварови, судари (због два узастопна судара био је суспендован за ВН Мађарске), али и редовни подијума када није било кварова и судара. Сезону је завршио на четвртом месту у шампионату возача, са 26 бодова и укупно шест подијума, од којих је резултат каријере било друго место у Белгији. Његов тимски колега, искусни Енглез Мартин Брандл, освојио је 10 бодова мање, а Макларен завршио на 4. месту у конкуренцији конкструктора, што је био њихов најгори пласман од 1983, а истовремено и прва сезона од 1980. у којој Макларен није дошао ниједном до победе.

#### 1995.
Године 1995, Макларен је успоставио дугорочни пројекат стратешког партнерства са немачким аутомобилским гигантом Мерцедесом о снабдевању моторима, који је нешто касније постао и власник највећег удела у компанији Макларен. 1995. је и за Хакинена и Макларен била изузетно лоша резултатски - Хакинен је дошао до само једног подијума, другог места у Италији и укупно 17 бодова, а сезону му је обележила последња трка у Аустралији, на којој је доживео велику несрећу, када му је пукла гума при брзини од скоро 200 km/h, након чега је ударио у зид и задобио изузетно озбиљне повреде главе и унутрашње крварење, а спасила га је интервенција лекара на самој стази, који су на лицу места урадили трахеотомију и омогућили му поновно успостављање дисања. Након тога, Хакинен је провео у болници пуна два месеца.

#### 1996.
Хакинен је чудесним опоравком био спреман за почетак сезоне 1996, у којој му је, као и наредних пет сезона, тимски колега био Шкотланђанин Дејвид Култард. Сезона је била нешто боља од претходне и за Хакинена и за тим - Хакинен је стигао до подијума четири пута (трећа места) и освојио 31 бод, наспрам Култардових 18 (Култард је остварио најбољи резултат за тим те сезоне, другим местом у Монаку), а Макларен са 49 бодова освојио четврто место у шампионату конструктора.

#### 1997.
Године 1997, у Макларен је дошао [Ејдријан Њуи], један од два најцењенија инжењера у Формули 1 у том тренутку, чији су болиди које он дизајнирао у Вилијамсу у последњих пет сезона дошли до три возачке и четири конструкторске титуле. Ипак, с обзиром на то да тимови своје болиде за следећу сезону почињу да конструишу већ у априлу, Њуи није могао одмах да утиче на Макларенове резултате, јер је у тим стигао када је болид за 1997. практично већ био готов, па се његов утицај на Макларенов болид за 1997. односио само на модификацију постојећег болида, који се показао сасвим солидном. Макларен, иако још увек далеко иза доминантног Вилијамса, али и Ферарија, успева да искористи хаос који је на старту направио Еди Ирвајн из Ферарија и елиминисао из трке возача Вилијамса и главног фаворита за титулу, Жака Вилнева. Када је пред крај трке одустао и лидер трке, други возач Вилијамса, Хајнц Харалд Френцен, вођство је преузео Дејвид Култард, док се Хакинен попео за једну позицију, на треће место. Возачи Макларена су задржали ова места до краја трке, а Култардова победа је била прва за Макларен још од ВН Аустралије 1993. Међутим, након ове победе, тим је имао великих проблема са поузданошћу све до средине сезоне, укључујући и ВН Британије, на којој је Хакинен изванредном вожњом дошао до првог места, али је само седам кругова пре краја трке морао да одустане због квара на мотору. На следећој трци у Немачкој, Хакинен доноси Макларену први подијум од ВН Аустралије, освојивши треће место. Исти резултат остварио је и на следећој трци у Белгији, али је накнадно дисквалификован због тога што је ФИА утврдила да је Макларен користио илегалну смесу горива. Проблеми су се наставили и на следеће три трке, упркос значајно побољшаном Маклареновом болиду - Кулатард је тиму донео победу у Италији и друго место у Аустрији, а Хакинен одустајао због кварова на мотору, иако је на ВН Луксембурга освојио пол позицију, прву у својој каријери, али је још једном морао да одустане док је водио у трци, 24 круга пре краја, поново због квара на мотору. Након четвртог места у Јапану, дошао је ред на једну од најузбудљивијих тркачких викенда у историји Ф1 - тројица возача су забележила идентично време у борби за пол позицију, а онда је у трци, која је одлучивала шампиона за 1997, Михаел Шумахер намерно ударио Жака Вилнева док су се борили за прво место - Шумахер је одмах одустао, а Вилневов болид био оштећен, због чега је кренуо да губи много времена. Иза њега су се нашла двојица возача Макларена, Култард и Хакинен. Када је било јасно да је Вилнев толико спорији, и да неће ни на који начин моћи да се одбрани од Макларенових возача, Култард је одлучио да пропусти Хакинена, како би Финац дошао до прве победе у каријери, након седам година у спорту, што се и догодило. Хакинен је претекао Вилнева и дошао до победе у својој 96. трци, што је тада био рекорд - ниједном возачу који је победио у трци Формуле 1 није било потребно више трка да би дошао до прве победе (овај неславни рекорд је касније неколико пута срушен, тако да је данас Хакинен на седмом месту на листи возача којима је требало највише времена да дођу до прве победе). С обзиром на то да је Култард завршио на другом месту, Макларен је сезону завршио на најбољи могући начин, такозваном двоструком победом, првом за тим после пуних 6 година. Хакинен је сезону завршио са 27 бодова, 9 мање од Култарда, а Макларен још једном завршио сезону на 4. месту у шампионату конструктора.

#### 1998.
У 1998. потпуно се исплатио дугорочни пројекат са Мерцедесом, чији су мотори постали доминантни, као и долазак Њуија, који је дизајнирао један од, испоставиће се, најуспешнијих болида у Маклареновој историји. На ВН Аустралије, Хакинен је победио са пол позиције, док су возачи Макларена били толико доминантни да су све остале болиде претекли за цео круг. Ипак, ова трка је изазвала неколико контроверзи. Хакинен, иако лидер у трци, необјашњиво се, на изненађење Макларенових механичара, у 35. кругу појавио у боксу, а тим му је само сигнализирао да продужи и да за пит стопом нема потребе. Ипак, ово му је одузело довољно времена да би га на првом месту претекао тимски колега Дејвид Култард. На још један шок гледалаца, три круга пре краја, Култард пропушта Хакинена, који побеђује други пут у каријери. Култард је после трке рекао да су возачи Макларена уочи трке имали договор да ко прође прву кривину као први, тај возач ће и победити у трци. С друге стране, Рон Денис је 2007. изјавио да се неко умешао у Макларенову радио везу и дао инструкцију Хакинену да оде у бокс. Након трке, на основу жалбе Ферарија, уследила је још једна контроверза - ФИА је прогласила нелегалном Макларенову иновативну Макларенову педалу за кочење, и наредила енглеском тиму да је уклони већ за следећу трку у Бразилу, иако је Макларен кренуо да је користи још крајем претходне сезоне. Ипак, ово није утицало на форму Макларена на другој трци сезоне - Хакинен је још једном победио са пол позиције, а Култард завршио на другом месту, док је једини возач кога Макларенови возачи нису претекли за цео круг био Михаел Шумахер из Ферарија, који је завршио трку читав минут иза Макларенових возача. Ипак, на ВН Аргентине, Ферари се показао као озбиљан конкурент - одличном стратегијом и значајно побољшаним болидом Михаел Шумахер је дошао до победе, док је Хакинен завршио на другом месту. На ВН Сан Марина, Хакинен је био принуђен да одустане због квара на мењачу, а победио је Култард, док је други био Шумахер. Након ове трке, уследиле су две доминантне победе Хакинена у Шпанији и Монаку, обе са пол позиције. На ВН Канаде, оба возача Макларена су морала да одустану због кварова на мењачу, а победио је Шумахер, као и на наредне две трке, у Француској и Британији, док је Хакинен завршио на трећем, односно другом месту, па је Немац после девет трка заостајао само два бода за Хакиненом, који је био лидер у шампионату. Хакинен је узвратио са две победе узастопно - у Аустрији и Немачкој, на којима је Мерцедес показао снагу свог мотора, али су од тог тренутка за Финца кренули велики проблеми. У Мађарској, упркос освојеној пол позицији, Хакинен није могао да победи Шумахера, чија се стратегија од три одласка у бокс показала супериорном, а затим је Хакинен услед техничког проблема почео значајно да успорава, и са другог места пао на шесто, завршивши трку читав круг иза Шумахера. На ВН Белгије, Хакинен је опет кренуо са пол позиције, али је по великој киши возач Заубера Џони Херберт направио велику грешку и ударио у Хакинена на самом старту старту трке, па је ВН Белгије за Финца била готова већ у првој кривини. Нови технички проблеми задесили су Макларен на ВН Италије - Хакинен, иако је водио до 34. круга, почиње да има велике проблеме са кочницама, услед чега пада тек на четврто место, а Култард одустаје због квара на мотору. Победио је Михаел Шумахер, који се тако, две трке пре краја сезоне, изједначио са Хакиненом - обојица су имали по 80 бодова. На ВН Луксембурга, Шумахер је освојио пол позицију, али је Хакинен одвезао једну од најбољих трка каријере и захваљујући сјајној вожњи и стратегији Макларена после другог одласка у бокс изашао на стазу тик испред Шумахера, пробивши се на прво место, које је сачувао до краја и забележио седму победу у сезони. Уочи последње трке у Јапану, Хакинену је за титулу било довољно да освоји друго место, без обзира на пласман Шумахера, јер би у случају да Немац победи, упркос томе што би обојица имали по седам победа, Хакинен постао шампион због више других места. Шумахер је освојио пол позицију на Јапана, а старт је морао да буде отказан због проблема Јарна Трулија у Просту, који није могао да покрене свој болид, након чега су возачи кренули у додатни круг за загревање. На поновљеном старту, Шумахеру се угасио мотор, па је старт још једном отказан, а ово је уједно одлучило и шампионску титулу - Немац је на трећем старту морао да крене са последњег места, а касније и одустао након пуцања гуме, док је Хакинен лако победио и освојио своју прву шампионску титулу, са укупно 100 бодова, 14 више од Шумахера, забележивши 8 победа, 9 пол позиција и 6 најбржих кругова. Макларен је освојио титулу у конкуренцији конструктора - ове две титуле биле су прве за енглески тим од још од 1991. 

#### 1999.
И у 1999. Макларен је ушао са далеко најбржим болидом. На квалификацијама за Аустралије, Хакинен је освојио пол позицију, са пола секунде предности испред тимског колеге Култарда и чак 1.3 секунде испред трећепласираног Михаела Шумахера. Међутим, оба Макларенова возача су, иако далеко најбржи, одустала у трци због кварова, па је своју прву победу у каријери забележио други возач Ферарија, Еди Ирвајн. Након победе са пол позиције у Бразилу, Хакинен је убедљиво водио у Сан Марину, све док у 17. кругу није направио возачку грешку, ударио у зид и одустао, што га је коштало 10 сигурних бодова. Хакинен је још једном освојио пол позицију у Монаку, али ни ову није успео да претвори у победу услед лошег старта, на стази на којој је претицање практично немогуће, па је трку завршио на трећем месту, иза Шумахера и Ирвајна. Изненађујуће, после четири трке Михаел Шумахер је имао велику предност у односу на Хакинена, 26 бодова наспрам 14. Потом су уследиле две победе, у Шпанији и Канади, а с обзиром на то да је у Канади Шумахер направио грешку и ударио у чувени "зид шампиона" на стази Жил Вилнев, ове две победе су довеле Хакинена до првог места у шампионату. На кишној ВН Француске, победио је Хајнц Харалд Френцен из Џордана, а Хакинен завршио да другом месту, три позиције испред Шумахера, чиме је увећао предност на 8 бодова. Хакинен је услед проблема са точком одустао на ВН Британије, али је на тој трци Михаел Шумахер доживео тежак удес и поломио ногу. С обзиром на то да се није знало да ли ће Шумахер уопште успети да се врати до краја сезоне, изгледало је да је друга узастопна титула за Хакинена извесна. Међутим, испоставило се да је шампионат био далеко од одлученог. Ферари је све снаге усмерио у подршку до тада другом возачу Едију Ирвајну, који је одлично искористио судар два Макларенова возача у Аустрији и победио на тој трци (Макларенови возачи нису одустали, али је Хакинен морао да мења предње крило, након чега је морао да се пробија са 22. места, и на крају завршио трку на трећем, а Култард на другом). Ирвајн је победио и на ВН Немачке, док је Хакинен одустао услед пуцања гуме док је водио у трци, па се тако Ирвајн неочекивано нашао на првом месту у шампионату возача - имао је три победе, као и Хакинен, али и више подијума и завршавања у бодовима, тако да је после Немачке Ирвајн имао 52 бода, а Хакинен 44, јер је на три последње трке освојио само четири бода, а Ирвајн 26. Убедљивом победом, још једном са пол позиције, Хакинен смањује предност Ирвајна, а потом ВН Белгије завршава на другом месту, иза Култарда, а с обзиром на то да је Ирвајн завршио трећи у Мађарској и четврти у Белгији, па је Хакинен вратио вођство у шампионату, које је износило само један бод. Сезона је било потпуно неизвесна до краја - лидер у шампионату се мењао после сваке трке, а Хакинен је на ВН Италије направио скупу грешку, попут оне из Сан Марина, па је још једном изгубио десет сигурних бодова. На претпоследњој трци сезоне вратио се Михаел Шумахер, овога пута у изненађујућој улози возача број два, јер је Ирвајн имао само два бода мање од Хакинена, а Ферари очајнички чекао своју прву титулу у шампионату после још од 1979. ВН Малезије, која се возила по први пут, обиловала је контроверзама - Шумахер је освојио пол позицију, а потом пропустио Ирвајна на прво место четири круга пре краја, па је Британац забележио четврту победу у сезони и имао четири бода више од Хакинена, који је завршио на трећем месту. Након трке, стјуарти су дисквалификовали оба возача Ферарија због илегалног дизајна бочних плоча на болиду, што је значило да је Хакинен по други пут постао шампион. Ипак, Ферари се жалио на ову одлуку ФИА-и, која је проценила да су овакве бочне плоче ипак легалне, па је оригинални поредак у трци, Ирвајн-Шумахер-Хакинен, враћен на снагу, што је значило да Хакинен дефинитивно пред последњу трку у Јапану заостаје за Ирвајном четири бода. Хакинену је победа гарантовала чак и ако Ирвајн буде други - обојица би имала по 76 бодова, а Хакинен би постао шампион због једне победе више. На последњој трци сезоне, пол позицију је још једном освојио Шумахер, али је Хакинен сјајним стартом преузео вођство у првој кривини, које није испуштао до краја трке - победио је пети пут у сезони и освојио своју другу титулу, са 76 бодова, два више од Ирвајна, који је трку завршио на трећем месту. Ипак, Ферари је успео да надмаши Макларен у конкуренцији конструктора и освојио прву титулу у овој конкуренцији после 17 година. Хакинен је те сезоне освојио чак 11 пол позиција од укупно 16 трка, а занимљиво је да је само три успео да претвори у победу.

#### 2000.
Године 2000, је донела нову борбу између Макларена и Ферарија. Чинило се да је италијански тим, након огромних улагања и довођења врхунских инжењера од 1997, напокон направио болид који је равноправан Макларену. На ВН Аустралије, Хакинен је освојио нову пол позицију, испред Култарда и Шумахера. Међутим, оба Макларенова возача одустала су после само трећине трке, обојица због квара на мотору, па је Макларен изгубио већ на самом старту сезоне 16 бодова, а Ферари забележио двоструку победу, са Шумахером на првом месту и његовим новим тимским колегом Рубенсом Барикелом на другом. Хакинен је освојио пол позицију и у Бразилу, али поново одустаје са првог места због квара на мотору. И на ВН Сан Марина пол позицију није успео да претвори у победу, али овог пута јер је Ферари био бржи у трци од Макларена - Шумахер је тако после три трке имао максималних 30 бодова, а Хакинен само 6. Уследило је још једно друго место, на ВН Британије (победио је Култард), а затим и прва победа у сезони на ВН Шпаније. Ферари и Макларен су се смењивали на највишој степеници подијума у следеће три трке - Шумахер је победио на ВН Европе, Култард у Монте Карлу, Шумахер у Француској, а онда поново Култард у Француској. За то време, Хакинен је забележио два друга места, па се Дејвид Култард истакао као главни ривал Шумахеру, са три победа и прилично константним вожњама. Међутим, сезона почиње да се мења и за Хакинена, и за остале ривале у шампионату. Хакинен је победио са пол позиције у Аустрији испред Култарда, док је Шумахер одустао на самом старту после судара. На ВН Немачке, Шумахер је поново одустао на старту после судара, а Хакинен и Култард завршили на другом и трећем месту, иза победника Рубенса Барикела, другог возача Ферарија, коме је ово била прва победа у каријери. Ситуација се тако невероватно закомпликовала после 11 трка - Шумахер је имао 56 бодова, а Макларенови возачи по 54. Хакинен затим бележи две узастопне победе, у Мађарској и Белгији (након чувеног претицања Шумахера четири круга пре краја, користећи заветрину заосталог возача Рикарда Зонте, који се нашао између Шумахера и Хакинена). Овим победама, Хакинен је четири трке пре краја сезоне имао 74 бода, а Шумахер 68, анулиравши разлику која је након Канаде износила чак 24 бода у корист Немца. Ипак, крај сезоне, и самим тим титула, припали су Шумахеру и Ферарију. Шумахер је победио на све четири трке до краја и освојио титулу на ВН Јапана у директном дуелу са Хакиненом, који је трајао готово целу трку. Ипак, пресудна трка за шампионат се догодила на претходној трци, ВН САД, када је Хакинен одустао због квара на мотору, док се налазио на другом месту. На последњој трци у сезони, ВН Малезије, Хакинен је направио грешку и кренуо пре него што су се црвена светла, чије гашење означавају старт трке, угасила, па је одмах на старту кажњен принудним одласком од 10 секунди у бокс, након чега је завршио на четвртом месту, па је тако Шумахер са 108 бодова донео прву титулу Ферарију у конкуренцији возача после 21 године, а Хакинен окончао сезону са 89 поена. Ферари је другу сезону заредом освојио титулу у конкуренцији конструктора.

#### 2001.
Године 2001. je била, испоставиће се, последња сезона у Ф1 каријери Мике Хакинена. Ферари је постао бржи од Макларена, а Хакинен чини се, изгубио мотивацију за такмичењем - све чешће је почело да се прича да ће се Финац или повући, или узети сезону паузе. Култард је успевао да у првих шест трка држи корак са изузетно брзим Фераријем, забележивши победе у Бразилу и Аустрији, и освојивши још три подијума, па је после Аустрије, шесте трке у сезони, заостајао четири бода за Шумахером. С друге стране, Хакиненова сезона је за његове стандарде била права катастрофа - освојио је само четири бода у првих шест трка, уз несрећно изгубљену трку у Шпанији, где је водио до последњег круга, када му је отказао мотор. Након Монака, где је Култард освојио пол позицију, али му се угасио мотор на старту па је морао да крене са последњег места, сезона је и за њега кренула низбрдо. Хакинен је до краја сезоне ипак успео да забележи две победе, у Британији и САД, а на подијуму је био још само једном, када је освојио треће место у Канади. Гласине о повлачењу су се обистиниле у септембру - Хакинен је објавио да неће возити у Формули 1 у сезони 2002, али да планира свој повратак у сезони 2003. На крају је сезону завршио са 37 бодова, на петом месту у шампионату возача, 28 мање од тимског колеге Култарда. Каријеру је окончао четвртим местом на ВН Јапана.

## Тркачка каријера након Формуле 1
Иако је Хакинен првобитно истакао да жели да се врати у Формулу 1, у јулу 2002. је саопштио да то неће бити случај и да је његово повлачење из Формуле 1 трајно. 2004. Хакинен је саопштио да ће се 2005. вратити мотоспорту, али не у Формулу 1, већ у немачком ДТМ-у, такмичењу туристичких аутомобила и да ће возити за Мерцедес. Хакинен је у овој тркачкој серији провео три сезоне и бележио солидне резултате, уз три победе током три сезоне у пето место у шампионату 2005. као најбољи пласман. Након завршетка сезоне 2007. у ДТМ-у, Хакинен, који је тада имао 39 година, објавио је своје трајно повлачење из мотоспорта.